# Kleptochthonius inusitatus
Espèce
Kleptochthonius inusitatus est une espèce de pseudoscorpions de la famille des Chthoniidae.

## Distribution
Cette espèce est endémique d'Ohio aux États-Unis. Elle se rencontre dans le comté de Belmont.

## Description
La femelle holotype mesure 2,04 mm.

## Publication originale
- Muchmore, 1994 : Three unusual new epigean species of Kleptochthonius (Pseudoscorpionida: Chthoniidae). Jeffersoniana, no 6, p. 1-13 (texte intégral).